# З'єднина
З'єднина́, сполу́чення (рос. соединение) — в техніці — те, що з'єднує що-небудь з чимось; місце, де що-небудь з'єднано з чимось.
Для правильної взаємодії деталей в машині необхідно, щоб їх сполучення мало визначений характер. Одні деталі повинні вільно переміщуватись відносно інших, другі — в роботі не повинні переміщуватись, але повинні збиратися і розбиратися, треті — після складання повинні залишатися протягом всього часу експлуатації нерухомими. Залежно від цих умов поєднання складових одиниць здійснюється по-різному.
З'єднини деталей в машині підрозділяються на:
- нерозбірні — виконуються зварюванням, клепанням, паянням тощо;
- розбірні — виконуються за допомогою кріпильних деталей (болти, гайки, шпонки, гвинти, шурупи тощо) або посадок. При необхідності такі поєднання можна розібрати без порушення їх складових;
- рухомі — дозволяють взаємне переміщення сполучених частин машини;
- нерухомі — після складання взаємне положення елементів повинно залишатись незмінним.

Характер сполучення двох деталей, що входять одна в одну, називається посадкою. Розрізняють таки посадки:
- гаряча — застосовується для поєднання деталей, що в процесі експлуатації не розбираються;
- пресова і легкопресова — виконуються під дією пресів і додаткового кріплення шпонками, штифтами, шпильками;
- туга, напружена і щільна — застосовуються для сполучення деталей, які в процесі експлуатації доводиться розбирати, демонтувати.

Посадки забезпечують добре центрування з використанням шпонок, штифтів; рухомі — визначаються характером руху поєднаних деталей і швидкістю їх руху.
Телескопічна з'єднина труб — з'єднина труб, яка дає змогу підніматися та опускатися трубам внаслідок повороту навколо своєї осі; обертально-висувна з'єднина.